# William Coleman (jinete)
William Coleman (Locust Valley, 8 de mayo de 1983) es un jinete estadounidense que compite en la modalidad de concurso completo.
Ganó una medalla de plata en el Campeonato Mundial de Concurso Completo de 2022, en la prueba por equipos. Participó en los Juegos Olímpicos de Londres 2012, ocupando el séptimo lugar en la misma prueba.

## Palmarés internacional
| Campeonato Mundial | Campeonato Mundial          | Campeonato Mundial | Campeonato Mundial |
| Año                | Lugar                       | Medalla            | Categoría          |
| ------------------ | --------------------------- | ------------------ | ------------------ |
| 2022               | Pratoni del Vivaro (Italia) | Medalla de plata   | Por equipos        |